# Wereldkampioenschappen wielrennen 1935
De wereldkampioenschappen wielrennen op de weg van 1935 vonden plaats in Floreffe (België), op zondag 18 augustus. De wereldkampioenschappen baanwielrennen werden betwist op de wielerbaan op de Heizel in Brussel.
De amateurs moesten twaalf ronden afleggen op het parcours van 13,5 kilometer. Er waren 38 deelnemers. De profs moesten zestien ronden rijden, 216 kilometer in totaal. 39 rijders kwamen hier aan de start. De wedstrijd werd gewonnen door de Belg Jean Aerts, die in de veertiende ronde zijn Spaanse medevluchter Luciano Montero Hernández achterliet. Aerts was al wereldkampioen bij de amateurs geworden in 1927. Gustave Danneels werd derde. De derde Belgische deelnemer, Gaston Rebry, gaf op. Voor Nederland kwamen Cornelis Heeren, Theo Middelkamp en Alfons Stuyts aan de start. Enkel Alfons Stuyts (dertiende op 23 minuten 40 seconden) reed de wedstrijd uit.

## Uitslagen

### Beroepsrenners[2]
| Plaats | Renner                    | Land        | Tijd                              |
| ------ | ------------------------- | ----------- | --------------------------------- |
| 1      | Jean Aerts                | België      | 6u05'19" (gemiddelde 35,476 km/u) |
| 2      | Luciano Montero Hernández | Spanje      | +2'57"                            |
| 3      | Gustave Danneels          | België      | +9'08"                            |
| 4      | Aldo Bini                 | Italië      | +11'03"                           |
| 5      | Leo Amberg                | Zwitserland | +11'08"                           |
| 6      | Arsène Mersch             | Luxemburg   | z.t.                              |
| 7      | Mathias Clemens           | Luxemburg   | z.t.                              |
| 8      | Hubert Opperman           | Australië   | z.t.                              |
| 9      | Erich Bautz               | Duitsland   | +19'41"                           |
| 10     | Emil Kijewski             | Duitsland   | z.t.                              |

### Amateurs[3]
| Plaats | Renner             | Land       | Tijd                              |
| ------ | ------------------ | ---------- | --------------------------------- |
| 1      | Ivo Mancini        | Italië     | 4u37'16" (gemiddelde 35,056 km/u) |
| 2      | Robert Charpentier | Frankrijk  | +17"                              |
| 3      | Werner Grundhal    | Denemarken |                                   |

1921 · 
1922 · 
1923 · 
1924 · 
1925 · 
1926 · 
1927 · 
1928 · 
1929 · 
1930 · 
1931 · 
1932 · 
1933 · 
1934 · 
1935 · 
1936 · 
1937 · 
1938 · 
1946 · 
1947 · 
1948 · 
1949 · 
1950 · 
1951 · 
1952 · 
1953 · 
1954 · 
1955 · 
1956 · 
1957 · 
1958 · 
1959 · 
1960 · 
1961 · 
1962 · 
1963 · 
1964 · 
1965 · 
1966 · 
1967 · 
1968 · 
1969 · 
1970 · 
1971 · 
1972 · 
1973 · 
1974 · 
1975 · 
1976 · 
1977 · 
1978 · 
1979 · 
1980 · 
1981 · 
1982 · 
1983 · 
1984 · 
1985 · 
1986 · 
1987 · 
1988 · 
1989 · 
1990 · 
1991 · 
1992 · 
1993 · 
1994 · 
1995 · 
1996 · 
1997 · 
1998 · 
1999 · 
2000 · 
2001 · 
2002 · 
2003 · 
2004 · 
2005 · 
2006 · 
2007 · 
2008 · 
2009 ·
2010 · 
2011 · 
2012 · 
2013 · 
2014 · 
2015 · 
2016 · 
2017 · 
2018 · 
2019 · 
2020 ·
2021 ·
2022 ·
2023 ·
2024 ·
2025 ·
2026